# Саломон, Пётр Иванович
Пётр Иванович Саломон (1819—1905) — русский государственный деятель, действительный тайный советник.

## Биография
Родился 19 ноября (1 декабря) 1819 года. Происходил из потомственных дворян Саломон Санкт-Петербургской губернии; православного исповедания. Родовые имения находились при селе Чудино в Горбатовском уезде Нижегородской губернии и в Пронском уезде Рязанской губернии.
В 1839 году окончил с золотой медалью Царскосельский лицей и 20 января 1840 года был определён в ведомство Министерства юстиции; 21 мая того же года начал службу в Сенате: с 16 июля — старшим помощником секретаря 2-го отделения 5-го департамента. С 17 марта 1845 года начал исполнять должность обер-секретаря в 1-м департаменте Сената; через два года — в Общем собрании первых 3-х департаментов.
В январе 1850 года назначен помощником статс-секретаря Государственного Совета. С 1855 года исполнял должность директора канцелярии Государственного контроля. В следующем году вошёл в состав Комитета по организации отчётности и ревизии и 3 сентября 1856 года был произведён в действительные статские советники.
В 1858 году переведён на службу по Православно-духовному ведомству старшим чиновником за обер-прокурорский стол в Святейшем Синоде, а также управляющим синодальной канцелярией; в 1860 году был командирован для сбора сведений о состоянии православных церквей и монастырей на Востоке. Был командирован для присутствия при открытии 13 августа 1861 года мощей святителя Тихона епископа Воронежского.
В 1863 году был назначен членом консультации при Министерстве юстиции. В 1864 году, 19 апреля был пожалован в тайные советники, а 23 мая назначен к присутствованию в Сенате с увольнением от занимаемых должностей. До 1885 года заседал в разных его департаментах: с 29.07.1864 — в 8-м департаменте, с 24.12.1865 — в 7-м, с 11.07.1868 — в Гражданском кассационном департаменте, с 26.12.1875 — во 2-м, с 22.02.1876 — в 4-м департаменте; первоприсутствующий: с 27.04.1878 — в 4-м департаменте, с 1 апреля 1882 года — Гражданском кассационном департаменте, с 12.06.1885 — в Общем собрании кассационных департаментов и в Высшем дисциплинарном присутствии. С 15 мая 1883 года — действительный тайный советник.
С 1 января 1889 года вошёл в состав членов Государственного совета с оставлением в звании сенатора; присутствовал в Департаменте гражданских и духовных дел (до 01.01.1896). Был пожалован 23 августа 1895 года Знаком отличия 50-летнего достоинства за беспорочную службу и выслугу.
Был удостоен высших российских орденов, до ордена Св. Владимира 1-й степени включительно.
«Скончался от воспаления легких и старческой дряхлости» 9 (22) марта 1905 года в доме на Шпалерной, № 8. Похоронен в Исидоровской церкви Александро-Невской лавры.

## Награды
- орден Св. Владимира 3-й ст. (23.12.1851)
- орден Св. Станислава 1-й ст (22.08.1857)
- орден Св. Владимира 2-й ст. (01.01.1867)
- орден Белого Орла (01.01.1874)
- орден Св. Александра Невского (01.01.1880)[3]
- орден Св. Владимира 1-й ст. (14.05.1896)

## Семья
Жена, дочь Василия Михайловича Головнина Поликсения Васильевна (1824—1909), была сестрой Александра Головнина, лицейского друга Петра Саломона. И Пётр Саломон, и Александр Головнин окончили лицей в 1839 году с золотыми медалями. И позже, они жили в Санкт-Петербурге рядом: А. В. Головнин — на Гагаринской набережной, д. 20, а семейство Саломон — на Шпалерной улице, д. 8.
В семье родились дети:
- Евдокия (1855—?)
- Александр (1855—1908)
- Сергей (1857—?)
- Надежда (1858—?); была замужем за доктором Богоявленским.
- Варвара (1861—?)